# Cô dâu thảo nguyên
Cô dâu thảo nguyên (Nhật: 乙嫁語り Hepburn: Otoyomegatari, A Bride's Story) là một tuyển tập manga lãng mạn lịch sử của Nhật Bản do Kaoru Mori sáng tác và minh họa. Truyện được đăng dài kỳ lần đầu trên Harta (trước đây là Fellows!), một tạp chí Seinen manga của nhà xuất bản Enterbrain từ tháng 10 năm 2008 đến tháng 11 năm 2020, sau đó chuyển sang đăng trên tạp chí Aokishi của Kadokawa vào tháng 6 năm 2021. Tính đến tháng 11 năm 2024, các chương của truyện được gom thành 15 tập tankōbon. Phiên bản tiếng Việt ở Việt Nam do IPM phát hành.
Cô dâu thảo nguyên đoạt giải Prix Intergénérations tại Liên hoan truyện tranh quốc tế Angoulême năm 2012 và giải Manga Taishō lần thứ 7 vào năm 2014.

## Tóm tắt
Truyện lấy bối cảnh ở một thị trấn nông thôn gần biển Caspi trong cuộc chinh phục Trung Á của Đế quốc Nga vào cuối thế kỷ 19. Nội dung bắt đầu với cô gái trẻ tên Amir đến từ một ngôi làng xa xôi, tự mình cưỡi ngựa băng qua những ngọn núi để kết hôn với Karluk, một chàng trai trẻ kém cô 8 tuổi thông qua mai mối. Truyện kể về quá trình phát triển mối quan hệ của hai người họ, đồng thời cũng đề cập đến những câu chuyện của những phụ nữ trẻ khác và cuộc sống hàng ngày của họ với chồng sắp cưới hoặc chồng của họ dọc theo con đường tơ lụa, cũng như cuộc đấu tranh duy trì kế sinh nhai của họ trong quá trình tiến công của quân đội Đế quốc Nga.

## Nhân vật

### Nhân vật chính, phó chính và thứ chính
Amir Halgal (アミル・ハルガル Amiru Harugaru)
Cô dâu của Karluk, một cô gái trẻ hai mươi tuổi xuất thân từ một bộ tộc bán du mục Halgal. Amir giỏi bắn cung, cưỡi ngựa và săn bắn. Cô rất vô tư, thích phiêu lưu, cởi mở và hướng ngoại trong các hoạt động hàng ngày so với những người phụ nữ còn lại trong gia đình, những người có lối sống dè dặt hơn do truyền thống. Bất chấp khoảng cách về tuổi tác (8 tuổi), cô thực sự yêu chồng mình. Amir không biết rằng một số người đàn ông mà cô gặp đều coi thường cô vì theo như truyền thống ở nơi đó, độ tuổi của cô bị coi là già đối với một cô dâu mới, những người thường kết hôn ở tuổi đời còn khá trẻ và một số thậm chí đã bắt đầu có con.
Karluk Eihon (カルルク・エイホン Karuruku Eihon)
Người chồng mười hai tuổi của Amir, con trai út của Akunbek và Sanira. Dù rất cố gắng trở thành một người chồng truyền thống với Amir, nhưng vì còn trẻ nên cậu gặp khó khăn trong việc gây dựng mối quan hệ thân thiết hơn với cô ấy. Karluk bị coi là kỳ quặc do cậu trẻ hơn cô dâu của mình; theo truyền thống, cô dâu thường trẻ hơn chú rể nhiều tuổi. Một số người đàn ông thấy Karluk đáng thương vì họ lo rằng đến khi cậu đủ tuổi trưởng thành thì lúc đó Amir sẽ quá già để có con.
Pariya (パリヤ Pariya)
Một cô gái trẻ bị thu hút bởi sự vô tư của Amir và cả hai trở thành bạn tốt của nhau. Pariya luôn cố gắng trở thành một người phụ nữ truyền thống, nhưng thói quen nói chuyện thẳng thắng đưa cô vào rất nhiều tình huống oái ăm. Cô rất giỏi làm bánh và có thể tạo ra những chiếc bánh mì được trang trí cực kỳ phức tạp. Cha cô là Togo, một thợ gốm, ông cảm thấy khá khó khăn trong việc tìm kiếm một người chồng phù hợp cho cô con gái độc nhất của mình vì bản tính thẳng thắn của cô thường khiến những anh chàng hôn phu tiềm năng sợ hãi. Pariya rất vui khi được hứa hôn với Umar, nhưng lại trở nên lo lắng khi cố gắng tỏ ra trưởng thành và đáng tin cậy hơn để làm hài lòng anh, điều này đôi khi dẫn đến những kết quả không mong muốn.
Pariya có một chương phụ truyện ngắn có tên "Pariya-san wa Otoshigoro".
Umar (ウマル Umaru)
Cậu trai trẻ trạc tuổi Pariya và là người cầu hôn Pariya. Một người chu đáo và có đầu óc quan sát giúp cậu thành thạo một số công việc, trong đó có việc tính toán bằng bàn tính. Bố của Umar tìm kiếm một người vợ phù hợp cho con trai mình một thời gian và để ý đến Pariya khi cô đi cùng nhà Eihon để giúp Smith lúc bị bắt ở thị trấn của Talas. Trái ngược với những người cầu hôn Pariya khác, Umar thích tính cách thẳng thắn của Pariya, cha của Umar coi tính cách sôi nổi của Pariya là điểm nổi bật. Lễ đính hôn của hai người bị đình trệ do của hồi môn của Pariya bị phá hủy trong lần thị trấn của cô bị tộc Halgal tấn công.
Henry Smith (ヘンリー・スミス Henrii Sumisu)
Một du khách và nhà nghiên cứu người Anh (tên là Henry nhưng thường dùng họ Smith) sống cùng gia đình Eihon một thời gian. Cậu nghiên cứu phong tục, ngôn ngữ và văn hóa của các bộ tộc và dân tộc. Về sau cậu rời thị trấn để thăm người bạn của mình ở Ankara để mua một chiếc máy ảnh nhằm ghi lại hình ảnh những nền văn hóa, con người mà cậu đã gặp. Trong chuyến đi cậu vô tình gặp được Talas trong lần cả hai bị mất ngựa trong một khu chợ.
Talas (タラス Tarasu)
Một cô gái trẻ du mục sống với mẹ chồng. Chuyển đến ở với gia đình nhà chồng từ năm 16 tuổi khi kết hôn cùng người con trai cả. Chồng cô bị bệnh qua đời và theo truyền thống, một góa phụ không có con sẽ kết hôn với người anh em của họ, nhưng không may, sau năm lần kết hôn với năm người con trai, lần lượt cả năm người chồng này đều qua đời. Bố chồng đau buồn nên cũng qua đời không lâu sau đó, Talas quyết định ở lại giúp đỡ và bầu bạn với mẹ chồng thay vì về nhà mẹ đẻ. Talas có tình cảm với Smith sau lần cả hai bị mất ngựa ở chợ nhưng bị người chú (người sau này cưới mẹ chồng của cô) ngăn cản và gả cô cho người đàn ông khác (người chồng thứ sáu). Cuối cùng dưới sự giúp đỡ của người chồng mới này, cô đã đến được Ankara để tìm Smith.
Laila và Leyli (ライラとレイリ Raira to Reiri)
Hai chị em sinh đôi Laila (chị) và Leyli (em) đã đến tuổi kết hôn sống ở một làng chài. Họ rất tinh nghịch và luôn ở bên nhau, cùng chia sẻ những ý tưởng giống nhau về hầu hết mọi thứ. Trong lần Smith và Ali đến làng của họ, Laila và Leyli cố gắng tìm cho mình những người chồng giàu có và đẹp trai. Bố của họ gả họ cho hai con trai sinh đôi của một người bạn của ông là Sarmaan và Farsami.
Sarmaan và Farsami (サマーンとファルサーミ Samān to Farusāmi)
Hai anh em sinh đôi Sarmaan (Sarm) và Farsami (Sami) lần lượt là con trai cả và con trai thứ của một ngư dân. Bố của hai cặp song sinh là bạn của nhau, hai cặp song sinh cũng là bạn từ thời thơ ấu. Về sau Sarmaan cưới Laila và Farsami cưới Leyli.
Anis (アニス Anisu)
Người vợ trẻ của một người đàn ông giàu có và tốt bụng sống ở Ba Tư và có một cậu con trai nhỏ tên Hasan. Smith và Ali trong một thời gian ngắn là khách tại nhà của chồng Anis. Sống trong gia đình giàu có, mặc dù có mọi thứ nhưng Anis vẫn cảm thấy cô đơn cho đến khi người giúp việc Maarfe khuyến khích cô đến nhà tắm công cộng cùng nhau. Tại đó Anis gặp được Sherine và cả hai trở nên rất thân thiết với nhau.
Sherine (シーリーン Shīrīn)
Một người vợ trẻ của một người đàn ông nghèo và có một cậu con trai lớn hơn Hasan vài tuổi. Sherine yêu mến Anis ngay lần gặp đầu tiên tại nhà tắm công cộng. Không lâu sau khi cô và Anis cam kết coi nhau như chị em, chồng của Sherine qua đời vì bạo bệnh. Anis thuyết phục chồng cưới Sherine làm người vợ thứ hai và sau đó Sherine chuyển đến ở cùng nhà với Anis.

### Gia đình Eihon
Gia đình Eihon xuất thân là dân du mục nhưng đã định cư ở một ngôi làng qua nhiều thế hệ. Họ sống theo chế độ phụ hệ, trừ người con rể Yusuf cưới con gái của gia đình họ và chuyển vào sống cùng họ.
Mahatbek (マハトベク Mahatobeku)
Ông nội của Karluk.
Balkirsh (バルキルシュ Barukirushu)
Bà của Karluk, người cùng dòng tộc với Amir và có quen biết bố Amir trước khi kết hôn với Mahatbek.
Akunbek (アクンベク Akunbeku)
Bố của Karluk.
Sanira (サニラ Sanira)
Mẹ của Karluk.
Seleke (セイレケ Seireke)
Vợ của Yusuf và là chị gái của Karluk.
Yusuf (ユスフ Yusufu)
Chồng của Seleke và là anh rể của Karluk, cậu sống cùng gia đình vợ.
Tileke (ティレケ Tireke)
Con gái duy nhất của Seleke và Yusuf, cháu gái của Karluk và là chị gái của ba anh em ồn ào. Cô có niềm yêu thích mãnh liệt với chim ưng và rất có năng khiếu thêu thùa.
Torkcan (トルカン Torukan), Chalg (チャルグ Charugu) và Rostem (ロステム Rosutemu)
Con trai cả, con giữa và con út của Seleke và Yusuf, cháu trai của Karluk. Bộ ba vui tươi và hay cãi vã. Mặc dù không có ác ý, nhưng Torkcan và Chalg hay trêu chọc Rostem đến mức cậu bé phải khóc.

### Gia đình Halgal
Gia đình của Amir được giới thiệu lần đầu ở chương 4, họ theo lối sống du mục và di chuyển vào mùa hè.
Azel (アゼル Azeru)
Anh cả của Amir, một thanh niên trẻ nghiêm túc và khắc kỷ, luôn đấu tranh giữa lòng trung thành với gia tộc và tình yêu thương dành cho em gái mình. Không công khai phản đối mệnh lệnh của gia tộc nhưng cậu cho thấy sự thất vọng của mình trước quyết định của các trưởng lão. Trong cuộc tấn công hòng chiếm thị trấn nơi ở của Amir, bố của cậu bị giết và sau đó cậu đã trở thành thủ lĩnh mới của gia tộc Halgal.
Joruk (ジョルク Joruku)
Anh họ bên ngoại của Amir và Azel. Một thanh niên trẻ hài hước và có sở thích với đồ ăn khiến cậu trông có vẻ xuề xòa hơn thực tế. Giống như hai người anh em họ của mình, Joruk không đồng ý quan điểm của các trưởng lão về nhiều vấn đề nhưng không buồn bày tỏ quan điểm vì cậu hiểu cho dù có nói ra cũng vô dụng. Joruk muốn kết hôn nhưng cậu hiểu với tình trạng hiện tại của gia tộc sẽ khó có ai đồng ý làm vợ cậu. Về sau cả ba anh em đều có được vợ khi Azel giành chiến thắng trong cuộc thi thách cưới của bộ tộc Yandaq nhằm tạo ra liên minh giữa các bộ tộc để chống lại sự tấn công của đội quân Đế quốc Nga.
Baimat (バイマト Baimato)
Anh họ bên nội của Amir và Azel. Một thanh niên trẻ ít nói, khắc kỷ, đáng tin cậy và biết động viên người khác. Giống như Azel và Joruk, Baimat không đồng tình với các trưởng lão trong gia tộc.
Aterui (アテルイ Aterui) và Karahiga (カラヒガ Karahiga)
Hai em gái của Amir và Azel. Cả hai đều chết sau khi kết hôn với Numaji, một kẻ vũ phu man rợ thích hành hạ phụ nữ. Joruk tiết lộ họ bị Numaji đánh đến chết.

### Nhân vật khác
Ali (アリ Ari)
Người hướng dẫn của Smith đến Ankara. Là người tháo vát, biết lợi dụng tình huống mà anh ta thấy phù hợp. Vẫn chưa lập gia đình nhưng mong muốn tìm một người vợ khi cảm thấy bản thân đủ ổn định về mặt tài chính.
Kamola (カモーラ Kamōra)
Một cô gái trẻ xinh xắn và là cư dân trong thị trấn. Cô được nhiều người đánh giá cao bởi sự khéo léo trong việc nhà và tính tình hiền lành, tốt bụng. Pariya khao khát được như Kamola và coi cô như hình mẫu lý tưởng của một người vợ. Cả hai trở thành bạn bè sau một lần Pariya lén theo dõi để học hỏi Kamola nhưng lại bị Kamola hiểu nhầm bản thân đã gây chuyện gì đó làm Pariya giận, sau đó Pariya thừa nhận rằng cô rất ngưỡng mộ Kamola, còn Kamola thú nhận bản thân cũng ngưỡng mộ Pariya vì có thể thẳng thắng nói lên suy nghĩ của mình.

## Manga
Tuyển tập manga cô dâu thảo nguyên do Kaoru Mori sáng tác và minh họa. Truyện đăng dài kỳ lần đầu trên tạp chí Seinen manga Harta (trước đây là Fellows!) của nhà xuất bản Enterbrain từ ngày 14 tháng 10 năm 2008 đến ngày 13 tháng 11 năm 2020, sau đó chuyển sang đăng trên tạp chí Aokishi của Kadokawa từ ngày 18 tháng 6 năm 2021. Tính đến ngày 20 tháng 11 năm 2024, Kadokawa gom các chương của truyện thành 15 tập tankōbon. Chín tập đầu tiên được xuất bản dưới ấn hiệu Beam Comix của Enterbrain; các tập tiếp theo được xuất bản dưới ấn hiệu Harta Comix của Kadokawa. Ngoài tankōbon, Kadokawa còn phát hành phiên bản khổ rộng dành cho sưu tập từ ngày 20 tháng 8 năm 2021. Các trang truyện ở bản khổ rộng có kích thước lớn hơn, giấy chất lượng cao, có hình minh họa màu lớn bằng hai tờ giấy có thể gấp lại, mỗi tập được đựng trong hộp đặc biệt. Phiên bản kỹ thuật số dành cho sách điện tử của Cô dâu thảo nguyên cũng được phát hành ở Nhật.
Yen Press đã phát hành bộ truyện bằng tiếng Anh ở Bắc Mỹ với tập đầu tiên được phát hành ngày 31 tháng 5 năm 2011. Phiên bản kỹ thuật số của bộ truyện cũng được phát hành từ ngày 25 tháng 9 năm 2018. Phiên bản tiếng Việt do IPM phát hành ở Việt Nam với tập đầu tiên trong năm 2020 và tập mới nhất là tập 14, phát hành năm 2024. Ngoài ra, bộ truyện còn phát hành ở một số ngôn ngữ ở các nước gồm: Ki-oon ở Pháp, Tokyopop Germany ở Đức, J-Pop Manga ở Ý, Norma Editorial ở Tây Ban Nha, Studio JG ở Ba Lan, Punainen jättiläinen ở Phần Lan, Level Comics ở Indonesia, Daewon C.I. ở Hàn Quốc, Kadokawa Taiwan ở Đài Loan, và Siam Inter Comics ở Thái Lan.

### Danh sách tập truyện
| # | Phát hành tiếng Nhật | Phát hành tiếng Nhật | Phát hành tiếng Việt | Phát hành tiếng Việt |
| # | Ngày phát hành       | ISBN                 | Ngày phát hành       | ISBN                 |
| --- | -------------------- | -------------------- | -------------------- | -------------------- |
| 1 | 15 tháng 10 năm 2009 | 978-4-04-726076-4    | 2020                 | 978-6-045-55614-6    |
| - 01. "Nàng dâu lớn chàng rể nhỏ" (乙嫁と聟花, Otoyome to Mukobana, The Bride and Her Young Groom) - 02. "Bùa hộ mệnh" (お守り Omamori, The Charm) - 03. "Cưỡi ngựa du ca" (騎行 Kikō, Horseback) - 04. "Hoàn trả Amir đây" (アミルをかえせ Amiru o Kaese, We Want Amir Returned) - 05. "Cảm lạnh" (風邪 Kaze, The Cold) |                      |                      |                      |                      |
| 2 | 15 tháng 6 năm 2010  | 978-4-04-726586-8    | 2020                 | 978-6-045-55615-3    |
| - 06. "Lò nướng bánh" (パン焼き竈 Pan Yaki Kamado, The Bread Oven) - 07. "Trận chiến (a)" (争い（前編） Arasoi (Zenpen), Battle (Part 1)) - 08. "Trận chiến (b)" (争い（後編） Arasoi (Kōhen), Battle (Part 2)) - 09. "Tâm tình nàng dâu" (嫁心 Yome Gokoro, Heart of a Bride) - 10. "Vải vóc hồi môn" (布支度 Nuno Jitaku, Cloth Preparations) - 11. "Xuất phát" (出発 Shuppatsu, Departure) |                      |                      |                      |                      |
| 3 | 15 tháng 6 năm 2011  | 978-4-04-727328-3    | 2020                 | 978-6-045-55616-0    |
| - 12. "Tạm trú" (逗留 Tōryū, Sojourn) - 13. "Khẩn cầu" (懇願 Kongan, Entreaty) - 14. "Nỗi lòng của Talas" (タラスの想い Tarasu no Omoi, Talas's Feelings) - Ngoại truyện: "Pariya đến tuổi rồi" (パリヤさんはお年頃 Pariya-san wa Otoshigoro, Pariya Is at That Age) - 15. "Tái ngộ" (再会 Saikai, Reunion) - 16. "Ẩm thực phố chợ" (市場で買い食い Ichiba de Kaigui, Eating at the Market) - 17. "Hướng tới Ankara" (アンカラへ向かって Ankara e Mukatte, Heading to Ankara) |                      |                      |                      |                      |
| 4 | 12 tháng 5 năm 2012  | 978-4-04-728083-0    | 2020                 | 978-6-045-55617-7    |
| - 18. "Chuyến thăm" (訪れ Otozure, Visitation) - 19. "Cặp song sinh ở biển Aral" (アラル海のふたり Araru Kai no Futari, The Twins of the Aral Sea) - 20. "Nhắm con cá lớn" (狙うは大物 Nerau wa Ōmono, After the Big One) - 21. "Người hai nàng lựa chọn" (ふたりの相手 Futari no Aite, Possibilities for the Twins) - 22. "Đào tạo cô dâu chuyên sâu ngắn hạn" (短期集中花嫁修業 Tanki Shūchū Hanayome Shugyō, A Crash Course in Bridehood) - Ngoại truyện: "Chợ ngựa" (馬市場 Uma Ichiba, At the Horse Market) |                      |                      |                      |                      |
| 5 | 15 tháng 1 năm 2013  | 978-4-04-728631-3    | 2020                 | 978-6-045-55618-4    |
| - 23. "Tiệc cưới (a)" (祝宴（前編） Shukuen (Zenpen), The Wedding Banquet (Part 1)) - 24. "Tiệc cưới (b)" (祝宴（中編） Shukuen (Chūhen), The Wedding Banquet (Part 2)) - 25. "Tiệc cưới (c)" (祝宴（後編） Shukuen (Kōhen), The Wedding Banquet (Part 3)) - 26. "Khúc tà dương" (日暮歌 Higurashi Uta, The Daylong Song) - Ngoại truyện: "Nữ hoàng sơn cước" (岩山の女王 Iwayama no Joō, Queen of the Mountain) - 27. "Con chim ưng bị thương" (手負いの鷹 Teoi no Taka, The Wounded Hawk) |                      |                      |                      |                      |
| 6 | 14 tháng 1 năm 2014  | 978-4-04-729396-0    | 2020                 | 978-6-045-55619-1    |
| - 28. "Đo chiều cao" (背くらべ Sei Kurabe, Comparing Heights) - 29. "Đất chăn thả" (放牧地 Hōbokuchi, Grazing Land) - 30. "Hội đàm với Badan" (バダンとの会談 Badan to no Kaiban, Meeting With the Badan) - 31. "Pháo kích" (砲撃 Hōgeki, Cannon Barrage) - 32. "Kị binh tấn công" (騎馬の襲撃 Kiba no Shūgeki, Cavalry Charge) - 33. "Azel phản kích" (アゼルの攻勢 Azeru no Kōsei, Azel's Offensive) - 34. "Khiên chắn sau lưng" (後ろ盾 Ushirodate, Shielding You From Behind) - 35. "Nhân nào quả nấy" (報い Mukui, What One Deserves) |                      |                      |                      |                      |
| 7 | 14 tháng 2 năm 2015  | 978-4-04-730243-3    | 2020                 | 978-6-045-55620-7    |
| - 36. "Thủy viên" (水の園 Mizu no Sono, Water Garden) - 37. "Song thê tỉ muội" (姉妹妻 Shimaizuma, Avowed Sisters) - 38. "Nhà tắm nam" (男湯 Otokoyu, Men's Baths) - 39. "Lần đầu gặp mặt" (はじめまして Hajimemashite, Nice to Meet You) - 40. "Shirin" (シーリーン Shīrīn, Sherine) - 41. "Nghi thức thề hẹn" (契りの儀式 Chigiri no Gishiki, The Ceremony of Vows) - 42. "Nếu là cô" (あなたなら Anata nara, If It's You) - 43. "Khu vườn của hai ta" (ふたりの園 Futari no Sono, A Garden for Two) - Ngoại truyện: "Cơn sốt" (熱 Netsu, Fever) |                      |                      |                      |                      |
| 8 | 14 tháng 12 năm 2015 | 978-4-04-730782-7    | 2020                 | 978-6-045-55621-4    |
| - 44. "Khi hoa hồng nở rộ" (ばらの花さくころ Bara no Hana Saku Koro, At the Moment a Rose Blooms) - Ngoại truyện: "Linh dương" (ガゼル Gazeru, Gazelle) - 45. "Khả năng thêu thùa của Pariya" (パリヤの刺繍 Pariya no Shishū, Pariya's Needlework) - 46. "Về bình nguyên phương Bắc" (北の平野へ Kita no Heiya e, To the Northern Plains) - 47. "Túi đựng lược" (櫛入れ Kushi Ire, Comb Holder) - 48. "Umar tới" (ウマルが来た Umaru ga Kita, Umar Is Here) - 49. "Rong ruổi bên nhau" (ふたりで遠駆け Futari de Tōgake, A Long Day Trip for Two) - 50. "Tưởng tượng kinh hoàng" (最悪の想像 Saiaku no Sōzō, The Worst Case Imaginable) - 51. "Quyết tâm của Pariya" (パリヤの決意 Pariya no Ketsui, Pariya's Decision)                                             |                      |                      |                      |                      |
| 9 | 15 tháng 12 năm 2016 | 978-4-04-734378-8    | 2020                 | 978-6-045-55622-1    |
| - Ngoại truyện: "Động vật" (いきものがたり Iki Monogatari, Living Things' Stories) - 52. "Bánh mì của Pariya" (パリヤのパン Pariya no Pan, Pariya's Bread) - 53. "Umar là người thế nào" (ウマルはどんなひと？ Umaru wa Donna Hito?, What Kind of Person Is Umar?) - 54. "Bộc bạch (a)" (語らい（前編） Katarai (Zenpen), Conversation (Part 1)) - 55. "Bộc bạch (b)" (語らい（後編） Katarai (Kōhen), Conversation (Part 2)) - 56. "Cờ bàn" (盤上遊戯 Banjō Yūgi, Board Game) - 57. "Đường về" (帰途 Kito, Stopover) - 58. "Thay trục bánh xe" (仮軸 Kari Jiku, Makeshift Axle) - 59. "Cặp đôi thất lạc" (尋ね人 Tazunebito, The Visitors) - 60. "Bạn bè" (友だち Tomodachi, Friends) - 61. "Chuyện tương lai" (これからのこと Korekara no Koto, About the Future) |                      |                      |                      |                      |
| 10 | 15 tháng 2 năm 2018  | 978-4-04-734829-5    | 2020                 | 978-6-045-55623-8    |
| - 62. "Săn thú lấy thịt" (狩猟肉 Shuryō Niku, Game) - 63. "Đại bàng vàng" (イヌワシ Inuwashi, Golden Eagle) - 64. "Mẹ" (母親 Ana, Ana (Mother)) - 65. "Cưỡi ngựa mang ưng đi săn" (騎馬鷹狩猟 Kiba Taka Gariryō, Mounted Falconry) - 66. "Đi ngắm ngựa" (馬を見に Uma o Mi ni, Going to Watch the Horses) - 67. "Làng biên giới" (国境いの村 Kunisakai no Mura, Village on the Border) - 68. "Trên đường núi" (山道にて Yamamichi nite, On the Mountain Trail) - 69. "Gặp lại" (再会 Saikai, Reunion) |                      |                      |                      |                      |
| 11 | 15 tháng 12 năm 2018 | 978-4-04-735343-5    | 2021                 | 978-6-045-58206-0    |
| - 70. "Bài ca đông giá" (寒中歌 Kanchū Ka, Song of Midwinter) - 71. "Từ đó" (あれから Are kara, From the Start) - 72. "Hứa hẹn" (約束 Yakusoku, Promise) - 73. "Ảnh tấm ước" (湿板写真 Shippan Shashin, Wet Collodion Process) - 74. "Trước ngày xuất phát" (前日 Zenjitsu, The Days Prior) - 75. "Về phương Nam" (南へ Minami e, To the South) - 76. "Đồng hồ" (時計 Tokei, Watch) - 77. "Antalya" (アンタリヤ Antariya, Antalya) |                      |                      |                      |                      |
| 12 | 13 tháng 12 năm 2019 | 978-4-04-735797-6    | 2021                 | 978-6-045-58207-7    |
| - 78. "Nhàn rỗi (a)" (閑暇（前編） Kanka (Zenpen), Spare Time, Part 1) - 79. "Nhàn rỗi (b)" (閑暇（後編） Kanka (Kōhen), Spare Time, Part 2) - 80. "Samosa" (サモサ Samosa) - 81. "Tóc" (髪 Kami, Hair) - 82. "Người hành hương" (巡礼者 Junrei-sha, Pilgrim) - 83. "Đêm Ba Tư" (ペルシアの夜に Perushia no Yoru ni, Persian Night) - 84. "Thư từ" (手紙 Tegami, The Letter) - 85. "Cùng chụp ảnh" (みんなで写真撮影 Minna de Shashin Satsuei, Pictures With Everyone) - 86. "Làm bạn dài lâu" (長いお付き合い Nagai o Tsukiai, Long Friendships) |                      |                      |                      |                      |
| 13 | 15 tháng 3 năm 2021  | 978-4-04-736265-9    | 2024                 | 893-5-250-71487-7    |
| - 87. "Khắc gỗ" (木彫り Kibori, Woodworking) - 88. "Khách quý (a)" (お客様（前編 Okyakusama (Zenpen), The Guests, Part 1) - 89. "Khách quý (b)" (お客様（後編） Okyakusama (Kōhen), The Guests, Part 2) - 90. "Ra biển" (海へ Umi e, To the Sea) - 91. "Bất an" (不安 Fuan, Unease) - 92. "Cướp đường" (物盗り Monotori, Bandits) - 93. "Ngã ba đường" (分岐点 Bunkiten, Turning Point) - 94. "Lựa chọn" (選択 Sentaku, Decision) - 95. "Trở về" (帰途 Kito, On the Way Home) |                      |                      |                      |                      |
| 14 | 20 tháng 10 năm 2022 | 978-4-04-737259-7    | 2024                 | 893-5-250-71488-4    |
| - 96. "Hội đàm" (会談 Kaidan, Meeting) - 97. "Băng vàng" (金色の氷 Konjiki no Kōri, Golden Ice) - 98. "Một mũi tên" (一本の矢 Ippon no ya, A Single Arrow) - 99. "Chung cuộc" (決着 Ketchaku, Conclusion) - 100. "Hôn lễ" (婚礼 Konrei, Wedding) - 101. "Nàng dâu mới" (新妻 Nīdzuma, New Brides) |                      |                      |                      |                      |
| 15 | 20 tháng 11 năm 2024 | 978-4-04-738172-8    |                      |                      |
| |                      |                      |                      |                      |

## Giải thưởng
Cô dâu thảo nguyên đoạt giải Manga Taishō lần thứ 7 tổ chức vào năm 2014, sau khi lọt vào danh sách đề cử năm 2011 và 2013. Tác phẩm đoạt giải Prix Intergénérations tại Liên hoan truyện tranh quốc tế Angoulême tổ chức năm 2012 tại Pháp. Nó còn được đề cử cho giải Eisner trong hai năm 2012 và 2016. Tập đầu tiên của bộ truyện còn được ban Hiệp hội Dịch vụ Thư viện Thanh niên (YALSA) của Hiệp hội Thư viện Hoa Kỳ đưa vào danh sách "Những tiểu thuyết đồ họa tuyệt vời" dành cho thanh thiếu niên (Great Graphic Novels For Teens) năm 2012.